# Château Marquette
Le château Marquette à Heemskerk (Pays-Bas) est élevé sur les fondations de l'ancienne rondelle du vieux château de Heemskerck.

## Château de Heemskerk

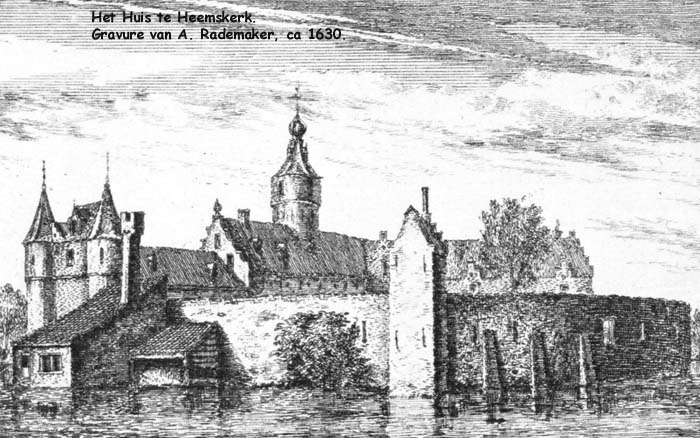
Gravure du château vers 1630.

L'ancien château ou Huis tot Heemskerk date d'environ 1250. La rondelle faisait partie d'une longue chaîne de châteaux de défense pendant les guerres de Frise occidentale (nl). Elle était habitée par les seigneurs de Heemskerk, qui exerçaient l'administration et la juridiction sur l'amt de Heemskerk et de Castricum.
Les seigneurs de Heemskerk entraient régulièrement en conflit avec les seigneurs voisins et avec la population agricole. En 1358, le château de Heemskerk fut assiégé par Dirk van Polanen. Au bout de onze semaines, Wouter van Heemskerk doit capituler. En 1380, la famille récupère le château, mais sans les droits seigneuriaux. En 1426, le château fut pillé par des fermiers du Kennemer dirigés par Willem Nagel. Plus tard, au XVe siècle, le domaine devint la propriété de la famille noble d'Assendelft (nl).

## Château Marquette
En 1610, Charles d'Arenberg vendit le château à Daniël de Hertaing, seigneur de Marquette-en-Ostrevant, marié à Éléonore de Hennin, sœur du défunt comte de Boussu. Il a reçu la permission de nommer la propriété Marquette.
De 1717 à 1909, la maison appartenait à la famille Rendorp (nl), puis elle passa par mariage en 1855 à la famille Gevers (nl), qui la posséda jusqu'en 1980. Ils n'utiliseront cette habitation que comme résidence secondaire. Entre 1730 et 1760, le château fut entièrement rénové et prit une apparence du XVIIIe siècle.
Joachim Rendorp (nl) en fut le propriétaire durant la seconde moitié du XVIIIe siècle.
Au fil du temps, le château a subi de nombreuses transformations par démolition et agrandissements par les différents propriétaires. En 1742, selon la date mentionnée au-dessus de la porte d'entrée, et en 1828, le château fut profondément modifié et reçut son aspect actuel.
Une grande partie de l'intérieur particulier du château d'Assumburg (nl) a été transférée à Marquette à la fin du XIXe siècle. Pendant la Seconde Guerre mondiale, le château de Marquette a été utilisé comme station météorologique par les forces d'occupation allemande. Le château fut bombardé à plusieurs reprises par les Alliés, causant des dégâts considérables à la toiture du château. Le dernier propriétaire, jhr. Gevers van Marquette a transféré le domaine à la compagnie des eaux de Heemskerk PWN (nl) (PWN Waterleidingbedrijf Noord-Holland) en 1980. Il a ensuite été restauré et adapté pour accueillir un centre de conférence. Durant cette période, un hôtel fut également construit sur le domaine. Le château a ensuite été largement restauré par différents propriétaires pour éviter une nouvelle dégradation du château et du domaine.

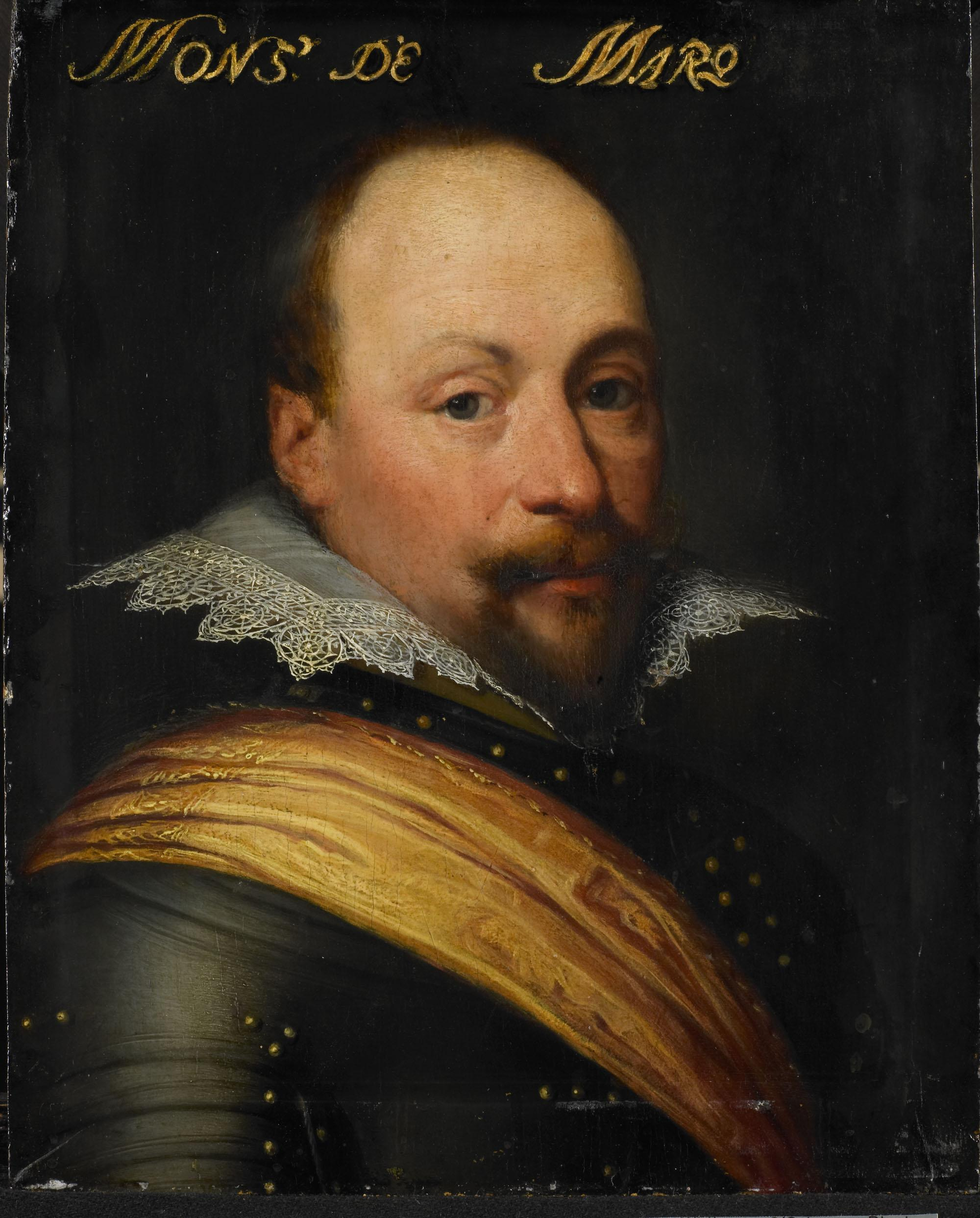
Daniel d'Hertaing
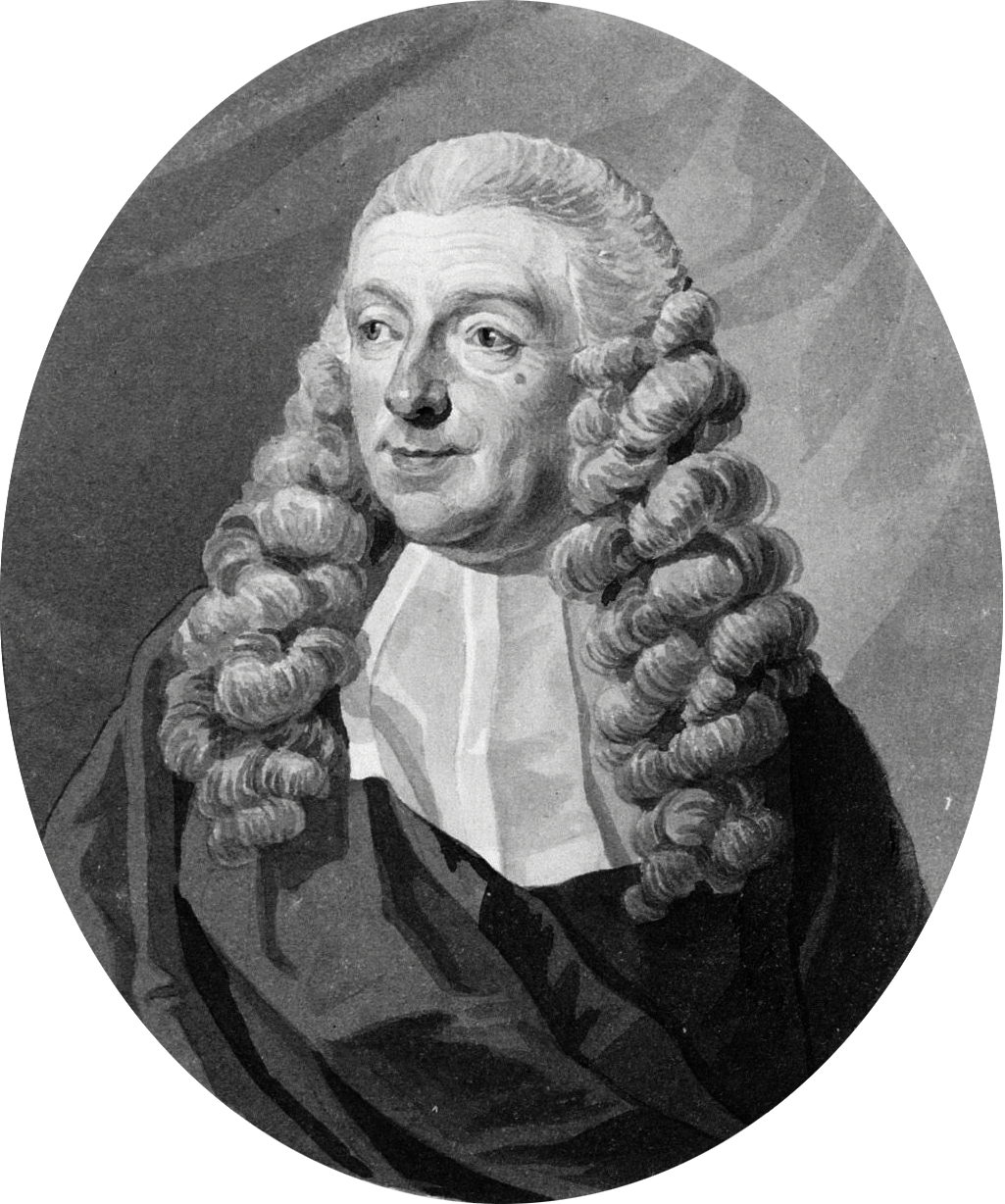
Joachim Rendorp